# حريجيات
حريجيات منطقة عراقية فيها بئر في قضاء السلمان بمحافظة المثنى بصحراء الحجرة بالبادية العراقية جنوب العراق، تعشوشب في مواسم المطر، فتكون مقصداً سياحياً صحراوياً للتخييم البري السياحي المسمى (كشتة) للسائحين العراقيين وغيرهم.